# Charles Aaron
Charles Aaron är en amerikansk musikjournalist och redaktör, som är känd främst för sitt arbete för Spin mellan 1991 och 2014. Efter sin examen år 1985 började Aaron skriva för tidskrifterna AdWeek och Sassy, men även Rolling Stone, The Village Voice och Vibe. Aaron är väldigt intresserad av hiphop-genren och började skriva om ämnet i Spin år 1993. Det sista numret av Spin som Aaron jobbade med var i februari 2014.
Han är gift med Tristin och tillsammans har de en son. År 2022 rapporterades det att Aaron hade drabbats av myelom.